# Mike Moreno

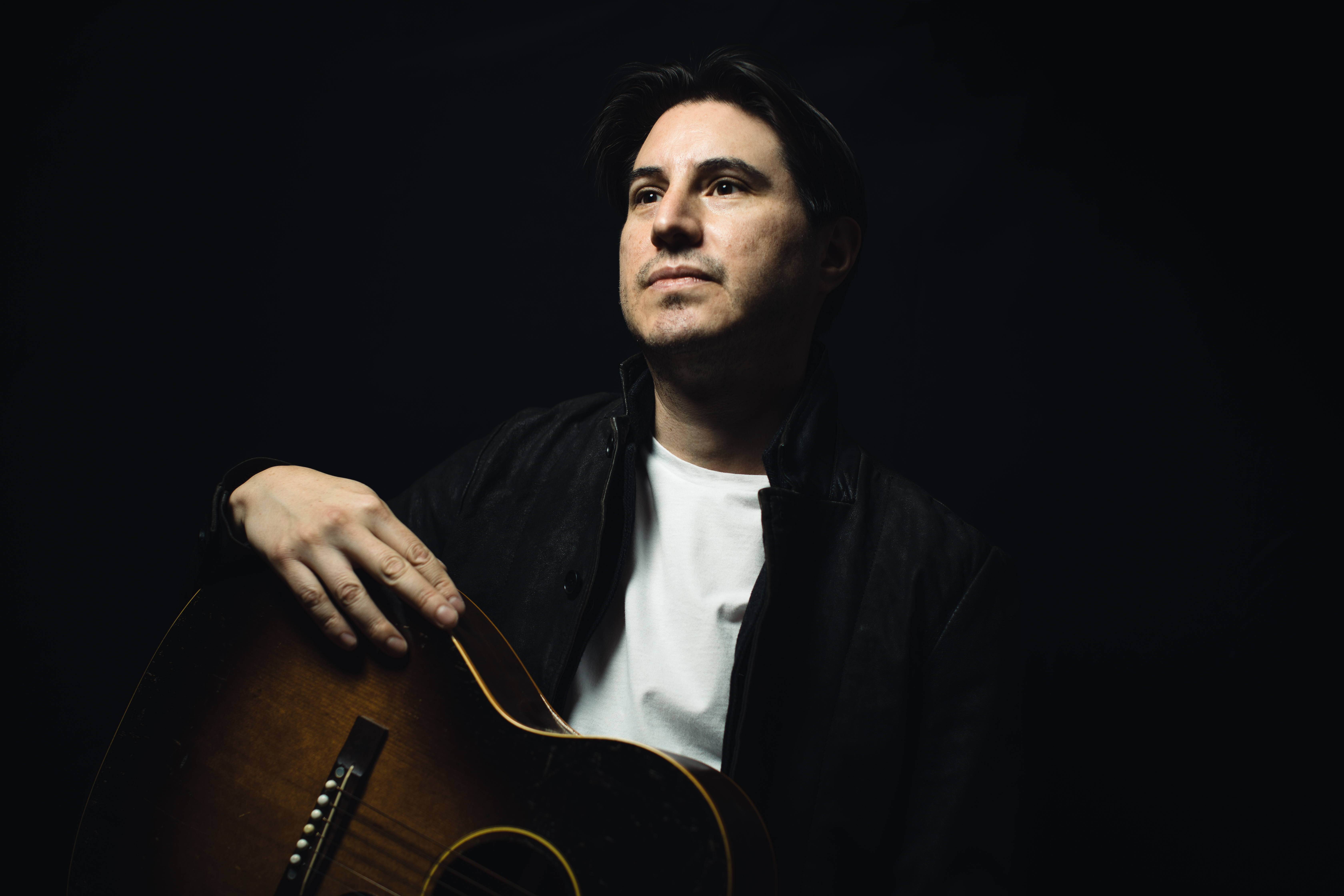
Mike Moreno (2022)

Michael „Mike“ Moreno (* 8. Oktober 1978) ist ein US-amerikanischer Jazzmusiker (Gitarre, Komposition), der sich zwischen Postbop und Modern Creative bewegt.

## Leben und Wirken
Moreno, der aus Houston stammt, hatte Musikunterricht auf der Houston High School for the Performing and Visual Arts. Nach dem Schulabschluss zog er nach New York City, um mit einem Stipendium an The New School zu studieren. In dieser Zeit arbeitete er in der New Yorker Jazzszene u. a. mit Joshua Redman, Lizz Wright, Nicholas Payton, Terence Blanchard, Greg Osby, Wynton Marsalis und dem Jazz at Lincoln Center Orchestra, Jeff Tain Watts, Kenny Garrett, Ravi Coltrane. Erste Aufnahmen entstanden 2001 mit Jeremy Pelt (Profile, Fresh Sound New Talent), an dessen Album Identity (Max Jazz, 2005) er gleichfalls beteiligt ist. In den folgenden Jahren spielte er weiterhin mit Robert Glasper, Logan Richardson, Jimmy Greene, Geoff Keezer, Brian Patneaude, Dayna Stephens, John Ellis, Gretchen Parlato, Marcus Strickland (Open Reel Deck), Yosvany Terry, Josh Roseman, Aaron Parks, Leonardo Cioglia, James Francies und Mette Juul. Unter eigenem Namen legte er 2007 das Album Between the Lines (World Culture Music) vor, dem weitere Alben folgten. 
Im Bereich des Jazz war er zwischen 2001 und 2018 an 45 Aufnahmesessions beteiligt, zuletzt mit Stefon Harris.

## Diskographische Hinweise
- Sam Yahel/Mike Moreno/Ari Hoenig/Seamus Blake: Jazz Side of the Moon: The Music of Pink Floyd (Chesky, 2007)
- Third Wish (Criss Cross Jazz, 2008), mit Kevin Hays, Doug Weiss, Kendrick Scott
- First in Mind (Criss Cross Jazz, 2011), mit Aaron Parks, Matt Brewer, Kendrick Scott[4]
- Another Way (World Culture Music, 2012), mit Aaron Parks, Chris Dingman, Warren Wolf,  Matt Brewer, Jochen Rückert, Ted Poor
- Lotus (World Culture Music, 2015)
- Three for Three (Criss Cross Jazz, 2017), mit Doug Weiss, Kendrick Scott